# Flitteres drongó
A flitteres drongó (Dicrurus bracteatus) a madarak osztályának verébalakúak (Passeriformes) rendjébe és a drongófélék (Dicruridae) családjába tartozó faj.

## Előfordulása
Ausztrália, Indonézia, Pápua Új-Guinea, a Fülöp-szigetek és a Salamon-szigetek területén honos. Erdők, parkok lakója.

## Alfajai
- Dicrurus bracteatus amboinensis
- Dicrurus bracteatus atrabectus
- Dicrurus bracteatus atrocaeruleus
- Dicrurus bracteatus baileyi
- Dicrurus bracteatus bracteatus
- Dicrurus bracteatus buruensis
- Dicrurus bracteatus carbonarius
- Dicrurus bracteatus laemostictus
- Dicrurus bracteatus longirostris
- Dicrurus bracteatus meeki
- Dicrurus bracteatus morotensis
- Dicrurus bracteatus solomenensis

## Megjelenése
Testhossza 30 centiméter. Jellegzetes villás farka van.

## Életmódja
Rovarokkal táplálkozik, melyeket gyakran repülés közben kap el.

## Szaporodása
Sekély csésze alakú fészkét, gallyakból és fűből készíti.
|  |

## Külső hivatkozás
- Képek az interneten a fajról
- Ibc.lynxeds.com - videók a fajról